# Breitenkreis

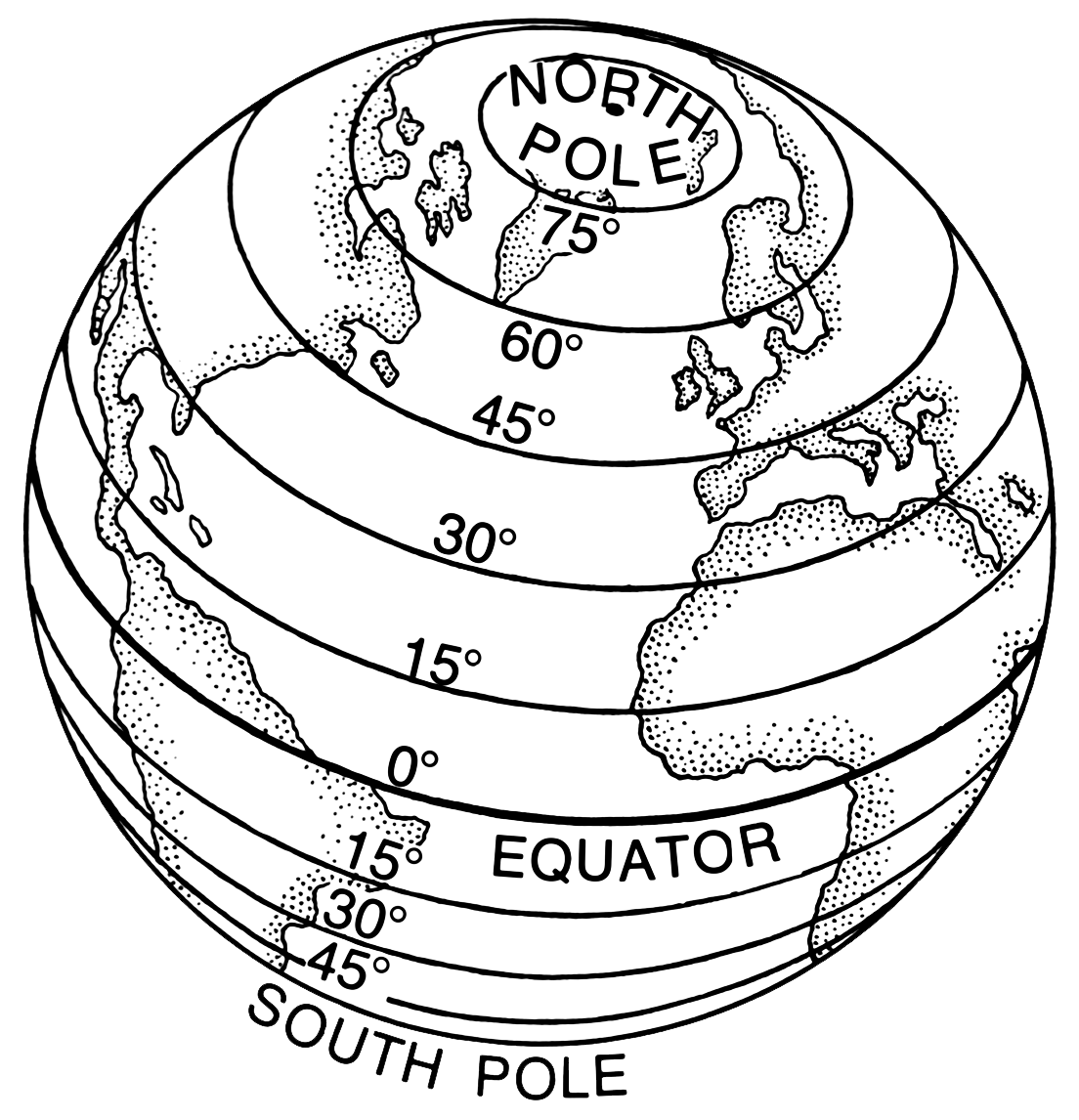
Breitenkreise

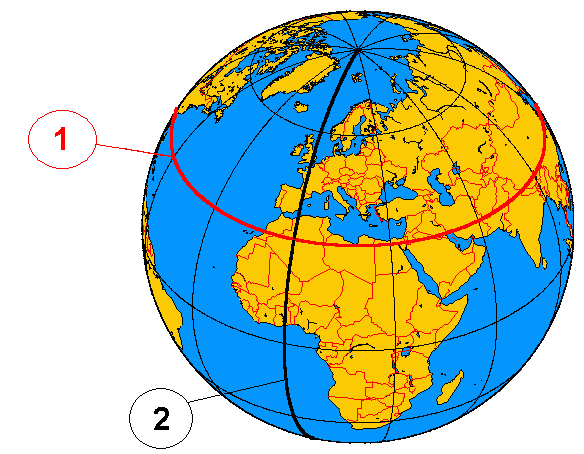
1 Breitenkreis
2 Meridian (halber Längenkreis)

Ein Breitenkreis, auch Breitenparallel oder Parallelkreis genannt, ist eine gedachte Kreislinie parallel zum Äquator, auf der alle Punkte gleicher Breite verbunden sind. Da die Erdachse auf der Äquatorebene senkrecht steht, liegen Breitenkreise in Richtung der Erdrotation und werden dabei nach Osten gedreht. Jeder Breitenkreis auf der kugelförmig oder ellipsoidisch idealisierten Erdfigur wird durch eine bestimmte geographische Breite (φ) charakterisiert.
In Bezug auf die natürlichen Änderungen des Sonnenstands im Jahreslauf werden als besondere Breitenkreise neben dem Äquator die südlichen und nördlichen Wendekreise und Polarkreise unterschieden. Breitenkreise sind das Gegenstück zu Längenkreisen, welche über die Pole verlaufen. Doch während alle Längenkreise gleich groß sind, unterscheiden sich Breitenkreise im Umfang. Breitenkreise und Längenkreise bilden zusammen das Gradnetz für geographische Koordinaten.

## Einführung
Während die zu den Breitenkreisen senkrecht verlaufenden Längenkreise auf der Erdkugel sämtlich Großkreise sind, sind fast alle Breitenkreise Kleinkreise – ausgenommen der Äquator. Dieser Großkreis liegt mit 0° nördlicher und südlicher Breite in der Äquatorebene, die den Erdmittelpunkt enthält und die Erde in eine nördliche und eine südliche Hemisphäre unterteilt. Der Äquator ist nicht nur als größter ein besonderer Breitenkreis, sondern auch grundlegend für die Konstruktion der zu ihm parallelen Breitenkreise. Bezogen auf den Äquator als Nullpunkt werden 90 nördliche und 90 südliche Breitengrade nach dem Gradsystem festgelegt. Der von Pol zu Pol aufgespannte Winkel von 180° entspricht einem Halbkreis beziehungsweise einem unterteilten halben Längenkreis (geographischer Meridian).
Der Abstand zweier Breitenkreise mit einem Breitenunterschied von genau einem Grad beträgt auf der Erdoberfläche im Mittel annähernd 111 km. Wegen der Erdabplattung sind die Abstände in Äquatornähe etwas geringer als in Polnähe. Aus dem gleichen Grund liefert die Berechnung des Umfangs eines Breitenkreises als 2πR·cos φ mit konstantem Erdradius R nur Näherungswerte. Die Bestimmung des genauen Abstands zweier Breitenkreise ist Aufgabe der Gradmessung. Mit ihrer Hilfe kann die genaue Gestalt der Erdfigur ermittelt werden.

## Besondere Breitenkreise
An Orten auf gleichem Breitenkreis sind gleiche Veränderungen des Tagbogens im Laufe eines Jahres zu beobachten. Bei gleichem Breitengrad ist der tägliche Verlauf des Sonnenstandes sowohl in der Dauer als auch im Höhenwinkel über dem Horizont der gleiche zum selben Datum und ändert sich jahreszeitlich in gleicher Weise. Denn die Strahlung der Sonne erreicht Orte gleicher geographischer Breite während einer Umdrehung der Erde (Erdrotation) unter gleichem Einfallswinkel zu Mittag. Von der jeweiligen geographischen Breite hängt es ab, wie stark sich die derzeitige Neigung der Rotationsachse der Erde zu ihrer Umlaufbahn (etwa 66,6°) beziehungsweise die entsprechende Schiefe der Ekliptik (etwa 23,4° = 90° - 66,6°) auf die Sonnenhöhe zu Mittag (Mittagshöhe) und auf die Dauer des Tageslichts auswirkt.
Niedere Breiten
Die Breitenkreise vom Äquator bis zum nördlichen beziehungsweise südlichen Wendekreis nennt man niedere Breiten. Dort steht die Sonne mindestens einmal im Jahr im Zenit, an den Wendekreisen (etwa 23,4° Breite) zur Sommersonnenwende. Klimageographisch wird dieser Raum Tropen genannt.
Mittlere Breiten
Die Breitenkreise zwischen den niederen und den hohen Breiten werden als mittlere Breiten bezeichnet. Unter dem Begriff der Mittelbreiten wird die thermisch definierte gemäßigte Klimazone mit der subtropischen Klimazone zusammengefasst.
Hohe Breiten
Die Breitenkreise zwischen Pol und Polarkreis werden hohe Breiten genannt. Dort geht die Sonne mindestens einmal im Jahr während aufeinanderfolgender Erdrotationen nicht unter, an den Polarkreisen (etwa 66,6° Breite) zur Sommersonnenwende.
Diese Begriffe werden in der Planetologie auch für andere Himmelskörper verwendet.
Auch der Äquator und die Pole – die durch ihre besondere Lage ausgezeichnet sind und als Breitenkreise maximaler beziehungsweise minimaler Ausdehnung aufgefasst werden können – lassen sich durch Sonnenstandsphänomene an diesen Orten beschreiben. In einfacher Form ist dies durch eine Angabe der maximalen Schwankung der Tageslichtdauer (TL) im Jahreslauf möglich (TLS: Differenz aus der Tageslänge zur Sommer- und Wintersonnenwende). Die besonderen Breitenkreise werden für die Definition der solaren Klimazonen herangezogen. Danach liegen die Tropen um den Äquator zwischen den Wendekreisen; die Polargebiete liegen um die Pole innerhalb der Polarkreise.
(Die genannten Sonnenstände (SH) sind die Höchststände am Mittag. Alle genannten Werte weichen in der Realität geringfügig ab. So ist die Tageslänge am Äquator sowie am 21. März und 23. September aufgrund der Lichtbrechung in der Atmosphäre einige Minuten länger als 12 Stunden. Die derzeitigen Werte der Ekliptik sind auf volle Grad gerundet.)
| Breitengrad     | Bezeichnung              | Besonderheiten | ~21. März           | ~21. Juni           | ~23. September      | ~22. Dezember       | TLS    |
| --------------- | ------------------------ | --- | ------------------- | ------------------- | ------------------- | ------------------- | ------ |
| 90 Grad Nord    | Geographischer Nordpol   | Kreis auf Punkt reduziert Polartag und -nacht: je ein halbes Jahr                                                                         | SH: 0° TL: +0 *** h | SH: 23° TL: 24 h ** | SH: 0° TL: -0 *** h | SH: -23° * TL: 0 h  | 4380 h |
| 66,57 Grad Nord | Arktischer Polarkreis    | Polartag und -nacht dauern jeweils einen Tag                                                                                              | SH: 23° TL: 12 h    | SH: 47° TL: 24 h    | SH: 23° TL: 12 h    | SH: 0° TL: 0 h      | 24 h   |
| 23,43 Grad Nord | Nördlicher Wendekreis    | Wendekreis des Krebses Die Sonne steht an einem Tag des Jahres im Zenit (90°)                                                             | SH: 67° TL: 12 h    | SH: 90° TL: 13,5 h  | SH: 67° TL: 12 h    | SH: 43° TL: 10,5 h  | 3 h    |
| 0 Grad          | Äquator                  | Einziger Großkreis der Breitenkreise Jeder Tag dauert 12 Stunden Die Sonne steht an 2 Tagen im Abstand eines halben Jahres im Zenit (90°) | SH: 90° TL: 12 h    | SH: 67° TL: 12 h    | SH: 90° TL: 12 h    | SH: 67° TL: 12 h    | 0 h    |
| 23,43 Grad Süd  | Südlicher Wendekreis     | Wendekreis des Steinbocks Die Sonne steht an einem Tag des Jahres im Zenit (90°)                                                          | SH: 67° TL: 12 h    | SH: 43° TL: 10,5 h  | SH: 67° TL: 12 h    | SH: 90° TL: 13,5 h  | 3 h    |
| 66,57 Grad Süd  | Antarktischer Polarkreis | Polartag und -nacht dauern jeweils einen Tag                                                                                              | SH: 23° TL: 12 h    | SH: 0° TL: 0 h      | SH: 23° TL: 12 h    | SH: 47° TL: 24 h    | 24 h   |
| 90 Grad Süd     | Geographischer Südpol    | Kreis auf Punkt reduziert Polartag und -nacht: je ein halbes Jahr                                                                         | SH: 0° TL: -0 *** h | SH: -23° * TL: 0 h  | SH: 0° TL: +0 *** h | SH: 23° TL: 24 ** h | 4380 h |

Aufgrund von Präzession und Nutation der Erdachse sind die Breitenkreisangaben der Polarkreise und der Wendekreise veränderlich.

## Breitenkreise als Grenzen
Breitenkreise werden oft als Grenze zwischen Ländern oder Regionen genutzt, vor allem in Nordamerika und in Kolonien.
- 49 Grad Nord: Teil der Grenze zwischen Kanada (N) und den Vereinigten Staaten (S)
- 45 Grad Nord: Grenze zwischen Kanada (N) und Vermont (S), Grenze zwischen Montana (N) und Wyoming (S)
- 42 Grad Nord: Grenze zwischen Oregon (N) und Kalifornien (S), Teil der Grenze zwischen New York (N) und Pennsylvania (S)
- 41 Grad Nord: Teil der Grenze zwischen Wyoming und Nebraska (N) einerseits sowie Colorado und Utah (S) andererseits
- 40 Grad Nord: Grenze zwischen Nebraska (N) und Kansas (S)
- 39,7 Grad Nord: Östlicher Teil der historischen Grenze zwischen den Staaten mit Sklavereiverbot im Norden der Vereinigten Staaten und den Sklavenhalterstaaten im Süden (Mason-Dixon-Linie als Grenzverlauf östlich des Mississippi)
- 38 Grad Nord: 
  - Grenze zwischen Nord- und Südkorea im Jahr 1945
  - Grenze zwischen der japanischen und der russischen Einflusssphäre, siehe Yamagata-Lobanow-Abkommen (1896)
- 37 Grad Nord: Grenze zwischen Utah, Colorado und Kansas (N) sowie Arizona, New Mexico und Oklahoma (S)
- 36,5 Grad Nord: Westlicher Teil der historischen Grenze zwischen den Staaten mit Sklavereiverbot im Norden der Vereinigten Staaten und den Sklavenhalterstaaten im Süden (Grenzverlauf westlich des Mississippi gemäß dem Missouri-Kompromiss)
- 35 Grad Nord: Grenze zwischen Tennessee (N) sowie Mississippi, Alabama und Georgia (S)
- 32 Grad Nord: Teil der Grenze zwischen New Mexico (N) und Texas (S)
- 22 Grad Nord: Teil der Grenze zwischen Ägypten (N) und Sudan (S)
- 17 Grad Nord: Grenze zwischen Nordvietnam (N) und Südvietnam (S) von 1954 bis 1976
- 26 Grad Süd: Teil der Grenze zwischen Northern Territory sowie Queensland (N) und South Australia (S)